# .338 Federal

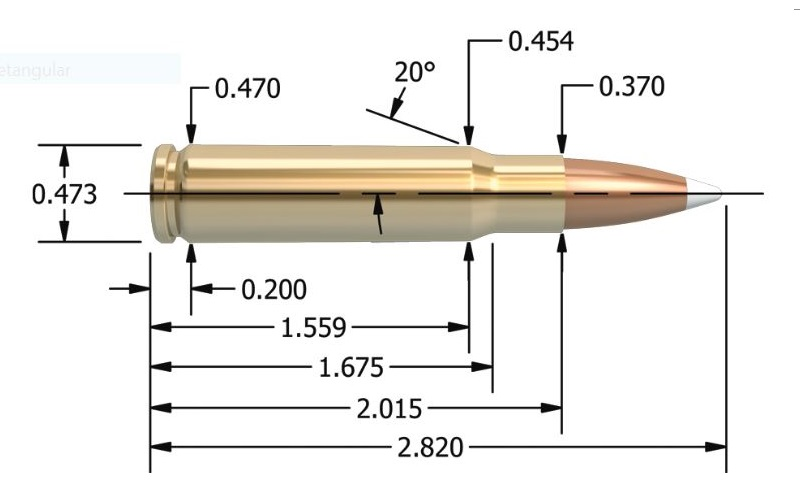
Dimensões do cartucho .338 Federal.

O .338 Federal é um cartucho de fogo central para rifle no calibre 8,6 mm (0,338 pol.) introduzido pela Federal Cartridge e pela Sako em 2006.
O .338 Federal é baseado no estojo do .308 Winchester com "pescoço" alargado para o calibre .33, que pretendia ser um cartucho grande, com recuo razoável, para rifles leves.

## Rifles
A Savage e a Heym ofereceram rifles por ação de ferrolho para o .338 Federal, os modelos SR21 e SR 30. A LMT, a DPMS Panther Arms, e a Wilson Combat, ofereceram rifles semiautomáticos para o cartucho .338 Federal em maio de 2019. A Sako não oferece mais rifles para esse cartucho.